# Виссхер, Кодин
Кодин Виссхер (нидерл. Codien Visscher, полное имя Якоба Берендина Висхер, в замужестве Звардемакер, нидерл. Jacoba Berendina Zwaardemaker-Visscher; 5 мая 1835, Утрехт — 4 августа 1912, Утрехт) — нидерландская писательница и переводчица. Жена издателя и книготорговца Корнелиса Звардемакера (1828—1887), мать физиолога Хендрика Звардемакера.
Дебютировала в печати в 1869 году, выпустив под псевдонимом Корнелия публицистическую брошюру в ответ на выступление Анне Иоханнеса Витринги «Об образовании и эмансипации женщин». С 1871 г. печаталась под собственным именем. Опубликовала ряд романов, из которых наибольшую известность получил «Ада Бермуда» (Ada Bermuda; 1881), и ряд публицистических статей; в 1898—1900 гг. вышло восьмитомное собрание сочинений. Произведения Виссхер, в основном, посвящены вопросам прав женщин, в том числе на получение образования и равенство в браке и при разводе. Перевела несколько книг с английского и немецкого, в том числе повести Джордж Элиот «Поднятая завеса» и «Брат Яков».